# Доминиканская церковь (Мюнстер)
Доминиканская церковь (нем. Dominikanerkirche) — барочная католическая церковь в историческом центре города Мюнстер (федеральная земля Северный Рейн-Вестфалия) в 130 м на юго-восток от церкви Святого Ламберта. Церковь расположена на пересечении улиц Зальцштрассе и Julius-Voos-Gasse в восточной части исторического центра.

## История

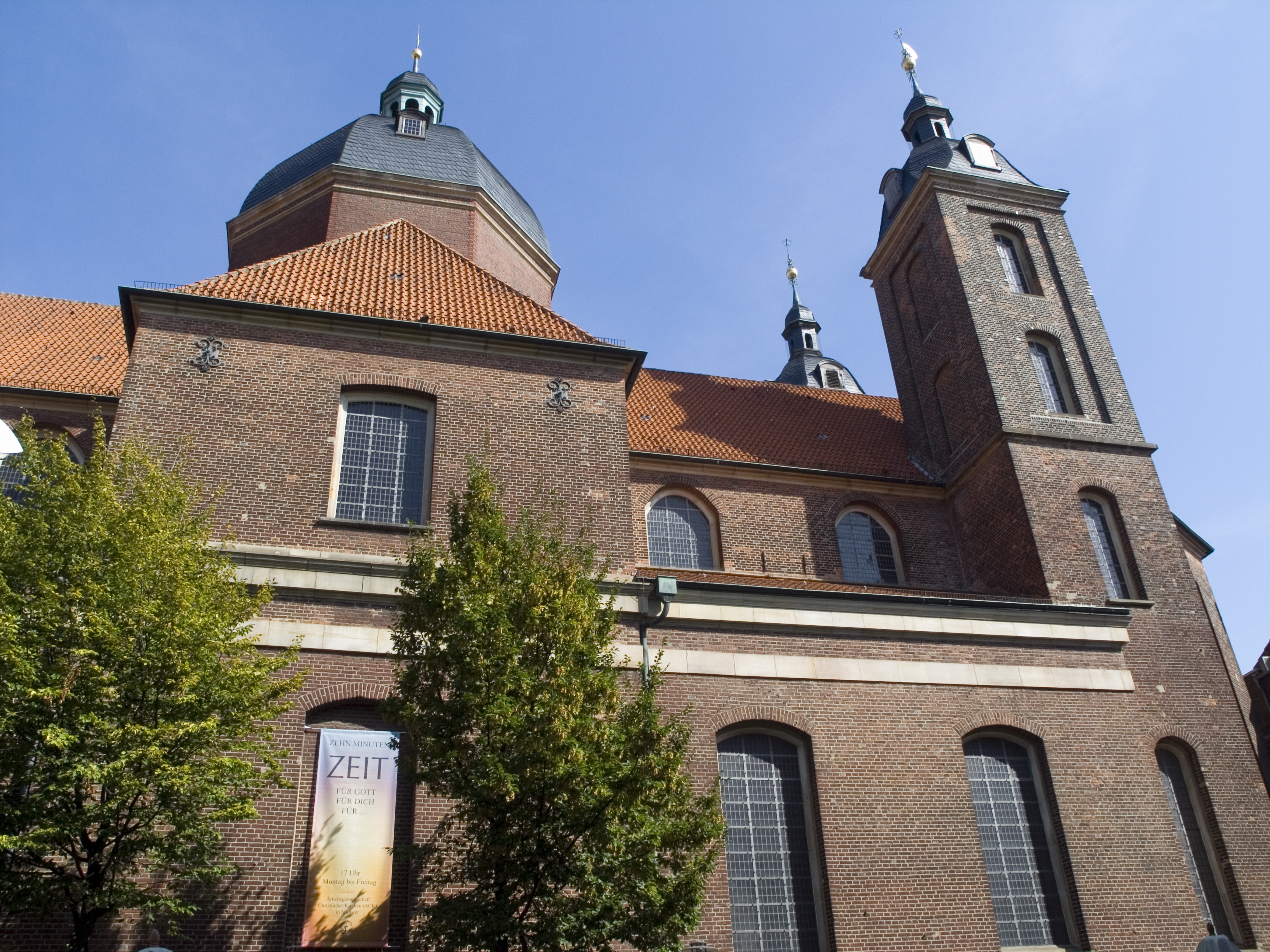
Юго-западный фасад

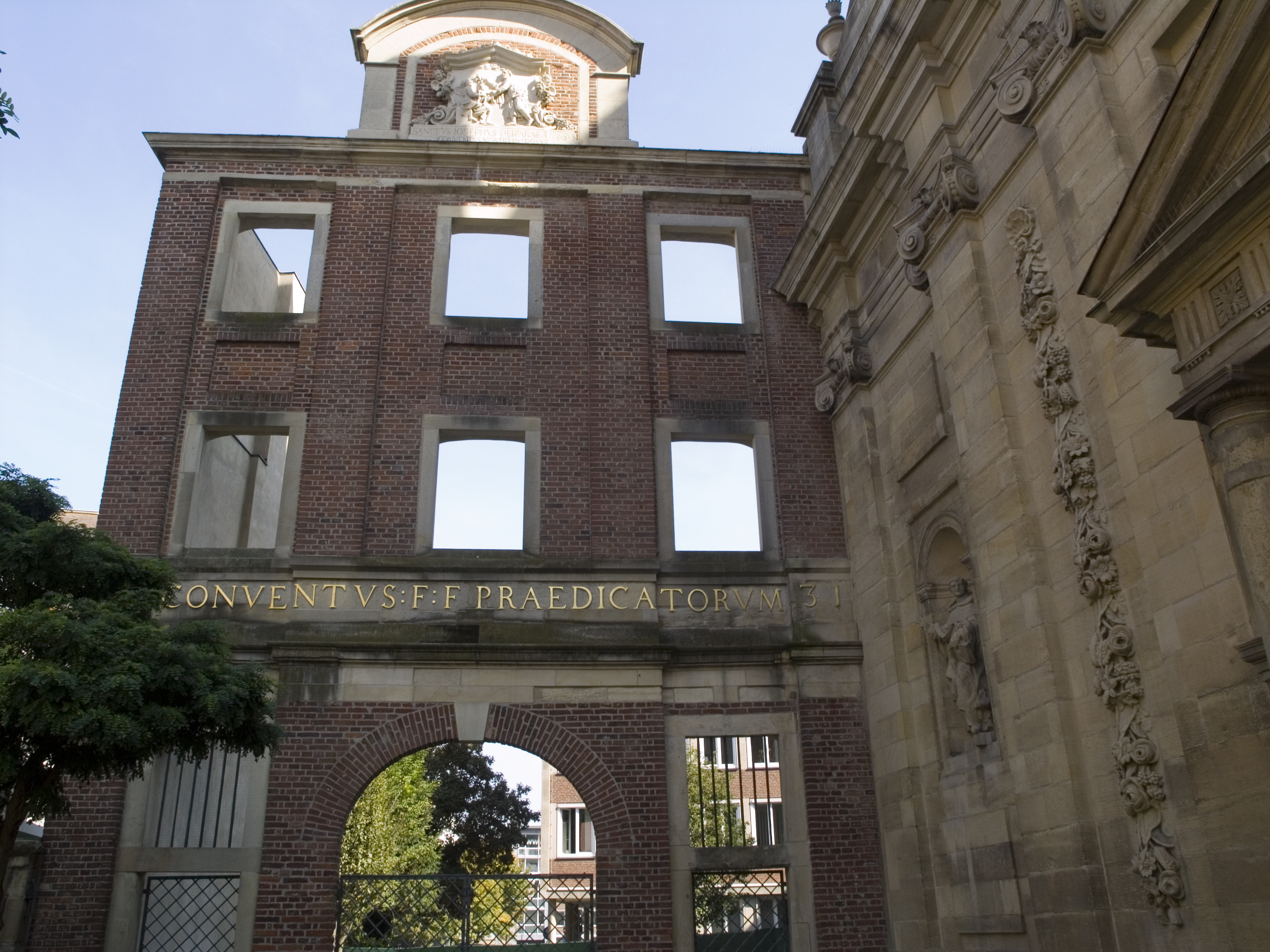
Фрагмент монастырской стены

Церковь была сооружена в 1708—1725 годах при монастыре доминиканцев по проекту архитектора Ламберта Фридриха Корфея, который и был похоронен в этой церкви в 1733 году. Отделочные работы продолжались ещё три года, и в 1728 году церковь была освящена в честь Святого Иосифа.
В ходе медиатизации, которая проходила под руководством наполеоновского министра Талейрана, в 1803 году Мюнстерское епископство было секуляризировано, а доминиканский монастырь закрыт в 1811 году. Все монастырские сооружения перешли в собственность муниципалитета. Церковь использовалась до 1826 года в качестве гарнизонной.
В 1880 году город приобрёл церковное здание и в 1889 году открыл в нём церковь при городской реальной гимназии.
Весь монастырский комплекс был почти полностью разрушен в ходе Второй мировой войны во время бомбардировок союзнической авиации. Восстановление доминиканской церкви продолжалось вплоть до 1974 года. От остальных сооружений монастыря сохранилась только часть стены, примыкающей к северному углу церкви. Сегодня церковь находится в ведении католическо-теологического факультета Вестфальского университета и служит католической университетской общине, которая проводит там воскресные богослужения.

## Архитектура и оснащение
Доминиканская церковь — это барочное трёхнефное здание с поперечным нефом. Центральный и поперечный неф имеют высоту 15,7 м. Центральный и боковые нефы имеют длину 33 м, общая длина церкви вместе с алтарной частью составляет 42 м. На пересечении центрального и поперечного нефа возвышается восьмиугольный купол диаметром 9 м и высотой 34 м (без фонаря — 29 м). По обеим сторонам от алтарной части возвышаются две колокольных башни.
Церковь построена из красного кирпича, северо-западный фасад с пилястрами в виде ионических псевдоколонн выполнен из популярного в Вестфалии светлого горного песчаника. В двух нишах северо-западный фасада установлены скульптуры Святого Доминика и Фомы Аквинского.
Барочный алтарь церкви был изготовлен в 1699 году для одной из церквей в Падерборне, а в 1903 году был выкуплен для церкви доминиканцев.
Орган для Доминиканской церкви был изготовлен в 1958 году органным мастером Паулем Оттом из Гёттингена. До окончания восстановления собора орган находился в Епископском дворце на площади Домплац. В 1975 году для органа был изготовлен новый корпус.